# Cycle Kitchin
Un cycle Kitchin (ou cycle de Kitchin) est un cycle économique d'environ quarante mois (3,3 ans), découvert en 1923 par l'économiste Joseph Kitchin. On considère, par simplification, qu'il y a deux cycles Kitchin dans un cycle Juglar et dix cycles Kitchin dans un cycle de Kondratiev. Un cycle Kitchin pourrait durer jusqu'à sept ans.

## Histoire
Joseph Kitchin étudie la fluctuation des prix de gros entre 1890 et 1922 aux États-Unis afin de tester empiriquement la découverte de Clément Juglar sur les cycles Juglar. Il analyse l'évolution du prix des biens, du niveau du commerce, des revenus, des salaires, des taux d'intérêt et des actifs financiers, mois par mois. 
Il découvre en ce faisant des cycles intermédiaires, plus courts, dont la cause serait le cycle des stocks. L'origine du cycle Kitchin serait le temps de latence dans la prise en compte de l'information, qui affecterait la prise de décision des entreprises.

## Concept

### Mécanisme
Selon Kitchin, en situation d'expansion économique, les entreprises réagissent à la bonne santé de l'économie en augmentant leur production. Ils utilisent alors les capitaux fixes de leurs facteurs de production au maximum. Après quelque temps (entre plusieurs mois et deux ans), le marché se retrouve inondé de biens dont la quantité dépasse progressivement la demande. La demande baisse, les prix chutent, et les invendus s'accumulent. Les entrepreneurs comprennent alors qu'ils doivent réduire leur production, mais ils mettent du temps pour s'en rendre compte, et s'adapter à cette modification de la demande leur demande également du temps. Les pertes s'accumulant, ils doivent commencer à licencier, ce qui fait augmenter le chômage. Un autre temps de latence, celui entre la prise de décision (réduire la production) et l'effet réel (la réduction de l'offre excédentaire accumulée dans les invendus des firmes), perpétue la dégradation de l'économie. Après cette réduction, les conditions sont réunies pour que l'on observe une nouvelle phase d'augmentation de la demande, des prix et de la production. 
Le cycle Kitchin est considéré comme un cycle qui ne connaît pas de crise à proprement parler. La phase descendante se caractérise par une détérioration du phénomène d'expansion tel que perçu dans le cycle Juglar. 
Le volume de la production du pétrole aux États-Unis fonctionne de cette manière. Elle dépend en grande partie des évolutions du prix du baril. Il faut six mois après la modification du prix pour que les activités de forage et les volumes forés s'adaptent. Ces modifications, et les anticipations qui lui sont liées sont si importantes qu'elles affectent le prix du pétrole et ainsi le volume de production futur.

### Recherche ultérieure par Metzler
En 1941, l'économiste américain Lloyd Metzler reprend l'étude de Kitchin et la pousse plus loin. Il observe que lorsque l'équilibre de l'économie est perturbé par un choc ou une modification de la demande, positif ou négatif, les entrepreneurs tentent d'ajuster leur production immédiatement, dans le but de limiter les invendus. Cependant, à cause du temps de latence au niveau du processus d'ajustement, les entreprises sont incapables de s'adapter immédiatement à un marché trop volatile.
La production connaît un phénomène d'overshoot ou d'undershoot qui génère le cycle. Metzler parle de ce processus d'ajustement particulier comme un pure inventory cycle (cycle d'inventaire pur). Dans une étude ultérieure de 1947, Metzler identifie quatre facteurs principaux qui déterminent la durée du cycle d'inventaire : la durée du temps requis pour produire les biens, la propension à consommer, la relation entre les producteurs et les vendeurs, et les anticipations. Metzler estime la durée des cycles Kitchin observables aux Etats-Unis d'entre 36 et 42 mois, soit entre 3 et 3,5 ans, corroborant les découvertes de Kitchin.

## Débats économiques

### Incertitudes liées au cycle politique
Johan Henrik Akerman publie en 1947 un article mettant en lien les cycles Kitchin de trois ans avec les cycles électoraux américains au niveau du Congrès. Selon lui, « les années électorales génèrent de l'hésitation et de l'incertitude ainsi qu'une réduction des perspectives, ce qui affecte l'investissement et le volume d'emplois ; lorsque l'incertitude trouve une réponse dans le résultat des élections, les entreprises croîtront jusqu'à ce qu'une nouvelle élection fasse à nouveau de l'ombre à l'économie ».

### Analyse spectrale
La méthode de l'analyse spectrale est utilisée dans les années 2010 afin d'analyser les dynamiques du PIB mondial. Une étude centrée sur les cycles de Kondratiev remarque la présence de cycles s'apparentant à des cycles Kitchin, sans mener une analyse plus approfondie sur les cycles Kitchin. 